# 罗斯多夫 (下萨克森州)
罗斯多夫（德語：Rosdorf，發音：[ˈʁɔsdɔʁf]）是德国下萨克森州哥廷根县的市镇，面积66.53平方千米，2023年12月31日人口为12,310人。罗斯多夫镇是哥廷根县最古老的定居点之一，自新石器时代就有人定居。